# Novonîkanorivka, Svatove
Novonîkanorivka (în ucraineană Новониканорівка) este un sat în așezarea urbană Nîjnea Duvanka din raionul Svatove, regiunea Luhansk, Ucraina.

## Demografie
Componența lingvistică a localității Novonîkanorivka
     Ucraineană (86,79%)
     Rusă (13,21%)
Conform recensământului din 2001, majoritatea populației localității Novonîkanorivka era vorbitoare de ucraineană (86,79%), existând în minoritate și vorbitori de rusă (13,21%).